# Giovanni Agnelli e C.
Giovanni Agnelli B.V. (abans Giovanni Agnelli S.r.l., després Giovanni Agnelli e C. S.a.p.az.) és una empresa italiana constituïda de dret neerlandès, fundada l'any 1984 com a societat de responsabilitat limitada i transformada l'any 1987 en una societat comanditària per accions, fundada per Gianni Agnelli i actualment propietat d'uns cent membres de les famílies Agnelli i Nasi, descendents del senador Giovanni Agnelli, un dels fundadors de FIAT.